# James Walker Benét
Pour les articles homonymes, voir Benet (homonymie).
James Walker Benét, né le 7 janvier 1914 à New York et décédé le 16 décembre 2012 à Santa Rosa, en Californie, aux États-Unis, est un journaliste et un écrivain américain. Il a combattu dans la Brigade Abraham Lincoln lors de la Guerre d'Espagne avant de se consacrer à une carrière de journaliste et de romancier à son retour aux États-Unis.

## Biographie
James Walker Bénet naît à New York en 1914. Il a pour père l’écrivain et poète William Rose Benét, lauréat du prix Pulitzer de la poésie en 1942. Son oncle Stephen Vincent Benét est aussi poète et écrivain, également lauréat du prix Pulitzer de la poésie en 1929 et 1944. À la mort de sa mère Teresa Thompson en 1919, il est élevé par sa tante, la romancière et journaliste Kathleen Norris qui est mariée à l’écrivain Charles Gilman Norris (en), lui-même frère de l’homme de lettres Frank Norris.
Il sort diplômé de l’université Stanford en 1935. Il travaille ensuite comme journaliste pour le magazine The New Republic. En 1937, il part combattre en Espagne dans la Brigade Abraham Lincoln lors de la Guerre d'Espagne. Soldat et ambulancier, il quitte le pays lorsque la guerre tourne à l’avantage des troupes du général Franco.
Il est ensuite correspondant de guerre pendant la Seconde Guerre mondiale pour The New Republic et pour l’agence Telegraph Agency of the Soviet Union (en) (TASS). Il retourne aux États-Unis à la fin du conflit et est embauché comme correcteur et rédacteur pour le quotidien San Francisco Chronicle. Il est cité à comparaître devant le House Un-American Activities Committee sur ces activités en Espagne. Soutenu par son employeur, il refuse de répondre aux questions de la commission d’enquête qui ne prend finalement aucune mesure contre lui.
Il devient journaliste, spécialisé dans l’éducation, avant de rejoindre la chaîne de télévision KQED (en) ou il travaille sur le journal quotidien. Il enseigne en parallèle le journalisme à l’université de Californie à Berkeley et à l’université d'État de San Francisco. Il écrit un guide touristique sur la région de la baie de San Francisco et deux romans policiers. Il prend sa retraite en 1979 et se retire dans le comté de Sonoma en Californie.
Il meurt à l’âge de 98 ans à Santa Rosa, en Californie.
En France, son roman policier Knife Behind You (1950) est traduit et publié dans la collection Inter-Police sous le titre Prenez garde aux amis en 1960.

## Œuvre

### Romans policiers
- A Private Killing (1949)
- Knife Behind You (1950) Publié en français sous le titre Prenez garde aux amis, traduction de Fabienne Janson, Paris, Presses internationales, coll. « Inter-Police » no 37, 1960.

### Guide touristique
- A Guide to San Francisco and the Bay Region (1963)